# Fabrizio Petrossi

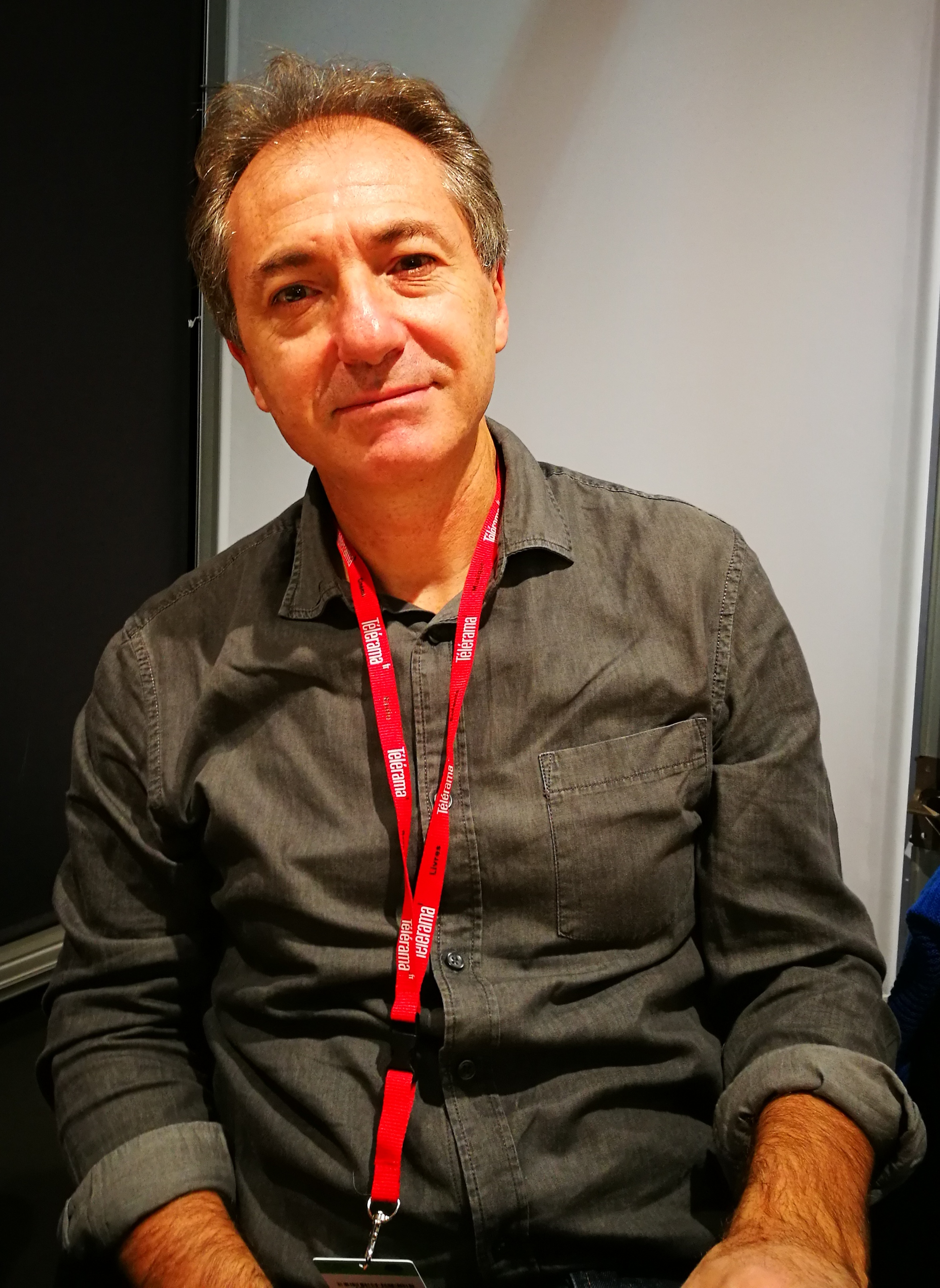

Fabrizio Petrossi (Napoli, 1966) è un fumettista italiano, autore di fumetti e illustrazioni Disney.

## Carriera
Inizia la carriera per il rinnovato Tiramolla, poi approda alla Disney, dove illustra storie e copertine per Topolino e Topomistery dal 1993 al 1997.
Verso la metà degli anni novanta si è trasferito in Francia per lavorare per gli uffici della Walt Disney Consumer Product di Parigi come disegnatore dei personaggi Disney per il publishing e il merchandising. In quegli anni ha anche intrapreso una collaborazione con la casa editrice scandinava Egmont e con il francese Journal de Mickey per la realizzazione di storie a fumetti come disegnatore e sceneggiatore.
Nel 2003 ritorna a lavorare come freelance per i più importanti editori Disney internazionali, tra cui Disney Hachette, Egmont, Pearson, Disney Publishing.
Nel 2004 realizza per la statunitense Gemstone il graphic novel tratto dal film di animazione Topolino, Paperino, Pippo: I tre moschettieri.
Tra le sue creazioni personali pubblica per la Francia su Pif Gadget una nuova serie chiamata Orbitdi cui è autore dei testi e disegni.
Nel 2009 realizza le illustrazioni per una serie di libri per bambini chiamata Bush Tales, in Inghilterra.
Nello stesso anno inizia una nuova collaborazione con Nickelodeon principalmente lavorando sul personaggio di Spongebob.
Collabora in questo periodo anche con Walt Disney Imagineering Paris per illustrazioni e modelli destinati al Parco di Disneyland Paris.